# Грегорі Карраз
Грегорі Карраз (фр. Grégory Carraz; нар. 9 квітня 1975) — колишній французький тенісист.
Найвищу одиночну позицію світового рейтингу — 54 місце досяг 1 березня 2004, парну — 122 місце — 13 вересня 2004 року.
Найвищим досягненням на турнірах Великого шолома було 3 коло в одиночному розряді.
Завершив кар'єру 2007 року.

## Фінали за кар'єру

### Парний розряд: 1 (1 поразка)
| Легенда                         |
| ------------------------------- |
| Турніри Великого шолома (0–0)   |
| Tennis Masters Cup (0–0)        |
| Серія Мастерс ATP (0–0)         |
| Серія ATP Інтернешнл Ґолд (0–0) |
| Серія ATP Інтернешнл (0–1)      |

| Титули за покриттям |
| ------------------- |
| Тверде (0–0)        |
| Ґрунт (0–0)         |
| Трава (0–1)         |

| Титули за типом корту |
| --------------------- |
| Відкритий (0–1)       |
| Закритий (0–0)        |

| Результат | В-П | Дата     | Турнір                                 | Рівень           | Покриття | Партнер    | Суперники               | Рахунок            |
| --------- | --- | -------- | -------------------------------------- | ---------------- | -------- | ---------- | ----------------------- | ------------------ |
| Поразка   | 0–1 | Лип 2004 | Hall of Fame Tennis Championships, США | Серія Інтернешнл | Трава    | Ніколя Маю | Джордан Керр Джим Томас | 3–6, 7–6(7–5), 3–6 |

## Фінали челленджерів і ф'ючерсів

### Одиночний розряд: 14 (7–7)
| Легенда (одиночний розряд) |
| Челлендери (2–3)           |
| Ф'ючерси (5–4)             |

| Результат | Ранг | Дата              | Турнір                         | Покриття   | Суперник          | Рахунок         |
| Перемога  | 1.   | 22 квітня 1998    | Борнмут, Велика Британія       | Ґрунт      | Калле Флюґт       | 6–3, 6–0        |
| Поразка   | 1.   | 15 березня 1999   | Дуе (Нор), Франція             | Килим (i)  | Ліонель Ру        | 2–6, 4–6        |
| Перемога  | 2.   | 15 січня 2001     | Анже, Франція                  | Ґрунт (i)  | Реля Дулич Фішер  | 6–2, 6–1        |
| Поразка   | 2.   | 19 березня 2001   | Пуатьє, Франція                | Тверде (i) | Дік Норман        | 3–6, 7–65, 4–6  |
| Поразка   | 3.   | 26 березня 2001   | Мелен (Сена і Марна), Франція  | Килим (i)  | Дік Норман        | 3–6, 2–6        |
| Перемога  | 3.   | 29 жовтня 2001    | Родез, Франція                 | Тверде (i) | Жульєн Кулі       | 6–2, 76–7, 6–1  |
| Перемога  | 4.   | 18 березня 2002   | Пуатьє, Франція                | Тверде (i) | Марко К'юдінеллі  | 7–68, 6–2       |
| Поразка   | 4.   | 25 березня 2002   | Мелен (Сена і Марна), Франція  | Килим (i)  | Роман Валент      | 3–6, 6–2, 4–6   |
| Поразка   | 5.   | 25 листопада 2002 | Мілан, Італія                  | Килим (i)  | Маріо Анчич       | 6–4, 3–6, 86–7  |
| Перемога  | 5.   | 21 квітня 2003    | Бенгалуру, Індія               | Тверде     | Жіль Ельсенеер    | 6–4, 7–64       |
| Перемога  | 6.   | 23 червня 2003    | Андорра-ла-Велья, Андорра      | Тверде     | Джиммі Ван        | 6–2, 6–3        |
| Поразка   | 6.   | 22 листопада 2004 | Люксембург (місто), Люксембург | Тверде (i) | Йоахім Йоханссон  | 36–7, 5–7       |
| Поразка   | 7.   | 25 липня 2005     | Гранбі, Канада                 | Тверде     | Данай Удомчоке    | 66–7, 6–2, 26–7 |
| Перемога  | 7.   | 18 вересня 2006   | Плезір, Франція                | Тверде (i) | Жо-Вілфрід Тсонга | 7–67, 6–1       |

### Парний розряд: 13 (6–7)
| Легенда          |
| Челлендери (5–6) |
| Ф'ючерси (1–1)   |

| Результат | Ранг | Дата            | Турнір                    | Покриття   | Партнер              | Суперники                      | Рахунок          |
| Поразка   | 1.   | 15 березня 1999 | Дуе (Нор), Франція        | Килим (i)  | Ота Фукарек          | Жером Анке Режіс Лавернь       | 5–7, 4–6         |
| Поразка   | 2.   | 14 лютого 2000  | Колката, Індія            | Трава      | Гійом Маркс          | Енді Рам Нір Велгрін           | 1–2, ret.        |
| Перемога  | 1.   | 28 січня 2002   | Любек, Німеччина          | Килим (i)  | Ніколя Маю           | Їв Аллегро Денис Голованов     | 4–6, 7–67, 6–1   |
| Перемога  | 2.   | 21 квітня 2003  | Бенгалуру, Індія          | Тверде     | Родольф Кадар        | Їв Аллегро Жан-Франсуа Башело  | 6–4, 6–4         |
| Поразка   | 3.   | 3 червня 2003   | Сербітон, Велика Британія | Трава      | Жан-Франсуа Башело   | Джошуа Ігл Ендрю Кратцманн     | 3–6, 2–6         |
| Поразка   | 4.   | 12 вересня 2005 | Орлеан, Франція           | Тверде (i) | Антоні Дюпюї         | Жульєн Беннето Ніколя Маю      | 6–3, 4–6, 2–6    |
| Поразка   | 5.   | 26 вересня 2005 | Гренобль, Франція         | Тверде (i) | Ніколя Турт          | Жульєн Беннето Ніколя Маю      | 6–4, 4–6, 3–6    |
| Поразка   | 6.   | 30 січня 2006   | Андрезьє-Бутеон, Франція  | Тверде (i) | Антоні Дюпюї         | Жульєн Беннето Ніколя Маю      | 4–6, 4–6         |
| Перемога  | 3.   | 24 квітня 2006  | Лансароте, Іспанія        | Тверде     | Жан-Мішель Пекері    | Бенедікт Дорш Стевен Кортелінґ | 6–3, 7–5         |
| Перемога  | 4.   | 11 вересня 2006 | Орлеан, Франція           | Тверде (i) | Дік Норман           | Жером Енель Жан-Рене Лінар     | 7–66, 6–1        |
| Перемога  | 5.   | 9 жовтня 2006   | Ренн, Франція             | Килим (i)  | Матьє Монкур         | Томаш Беднарек Франк Мозер     | 6–3, 3–6, [10–4] |
| Поразка   | 7.   | 19 лютого 2007  | Безансон, Франція         | Тверде (i) | Жіль Мюллер          | Крістофер Кас Александер Пея   | 4–6, 4–6         |
| Перемога  | 6.   | 12 березня 2007 | Лілль, Франція            | Тверде (i) | Александре Сідоренко | Флорін Мерджа Браян Вілсон     | 46–7, 6–4, 6–3   |